# Curling ai I Giochi olimpici invernali
Ai I Giochi olimpici invernali del 1924 di Chamonix (Francia) venne disputato un torneo maschile di curling. Nel febbraio 2002 il Comitato Olimpico Internazionale, con effetto retroattivo, ha decretato che la competizione disputata alle Olimpiadi invernali del 1924 sarebbe stata considerata disciplina olimpica ufficiale e non più evento dimostrativo, anche se all'epoca dell'Olimpiade non venne fatta alcuna distinzione tra sport dimostrativi e non.
La squadra britannica si dimostrò nettamente superiore. L'unico sfidante che poteva essere preso seriamente era la Svizzera, che però decise di non partecipare. All'epoca il curling era abbastanza sconosciuto in Francia e le gare videro una scarsa partecipazione di pubblico. I pochi comunque lo apprezzarono, se non altro per una certa somiglianza con il gioco delle bocce, molto popolare in Francia.

## Torneo maschile

### Incontri
| Data            | Incontro      | Incontro | Incontro |
| --------------- | ------------- | -------- | -------- |
| 28 gennaio 1924 | Svezia        | 18-10    | Francia  |
| 29 gennaio 1924 | Gran Bretagna | 38-7     | Svezia   |
| 30 gennaio 1924 | Gran Bretagna | 46-4     | Francia  |

### Classifica Finale
| Pos.    | Nazione       | Atleti | V | S | PF | PS | Punti |
| ------- | ------------- | --- | - | - | -- | -- | ----- |
| Oro     | Gran Bretagna | Thomas Murray William K. Jackson D. G. Astley William Brown John McLeod Robin Welsh John Robertson Aikman R. Cousin T.B. Murray              | 2 | 0 | 84 | 11 | 4     |
| Argento | Svezia        | Johan Petter Åhlén Carl August Kronlund Ture Ödlund Carl Wilhelm Petersén Carl-Axel Pettersson Erik Severin Karl Wahlberg Victor Wetterström | 1 | 1 | 25 | 48 | 2     |
| Bronzo  | Francia       | Henri Aldebert Henri Cournollet Georges André Armand Bénédic Pierre Canivet                                                                  | 0 | 2 | 14 | 64 | 0     |

## Medagliere
| Posizione | Paese         |   |   |   | Totale |
| --------- | ------------- | - | - | - | ------ |
| 1         | Gran Bretagna | 1 | 0 | 0 | 1      |
| 2         | Svezia        | 0 | 1 | 0 | 1      |
| 3         | Francia       | 0 | 0 | 1 | 1      |
| Totale    | Totale        | 1 | 1 | 1 | 3      |